# 西郷家員
西郷 家員（さいごう いえかず、弘治2年（1556年） - 慶長2年8月18日（1597年9月29日））は、戦国時代、安土桃山時代の武将。西郷清員の嫡子。母は酒井忠次の妹か。通称、孫九郎。弾正左衛門。はじめ員好。西郷局は従姉妹。
元亀2年（1571年）、総領の従兄・西郷義勝の戦死により西郷氏の家督を継がされた。徳川家康の厳命であった。
天正18年（1590年）、奥州仕置に従軍し、下総国千葉郡生実に5000石を安堵された。
慶長2年（1597年）8月18日に死去。長男・忠吉を近藤秀用の養子に出して、次男・忠員を跡目としている。